# Lotus 94T
Chronologie des modèles (1983)
Lotus 93T Lotus 95T
La Lotus 94T est une monoplace de Formule 1 engagée par l'écurie britannique Team Lotus dans le cadre des huit dernières manches du championnat du monde de Formule 1 1983. Elle est pilotée par l'Italien Elio De Angelis et le Britannique Nigel Mansell.

## Historique
Après un début de saison calamiteux marqué par le décès de Colin Chapman en décembre 1982, la fin du partenariat avec Ford et les contre-performances des deux premières monoplaces conçues pour cette saison, les Lotus 92 et Lotus 93T, l'équipe aux abois engage l'ingénieur Gérard Ducarouge en cours de saison.
Il doit concevoir en moins de cinq semaines, sur la base d'une Lotus 91 de 1982 améliorée et dotée du moteur V6 Renault turbo, une nouvelle monoplace qui est engagée au Grand Prix automobile de Grande-Bretagne avec Elio De Angelis à son volant. Ce dernier tient une partie du destin de l'équipe entre ses gants : John Player Special, partenaire du team depuis 1980, reconsidère son soutien au constructeur anglais depuis la disparition de son fondateur.
De Angelis place la 94T en quatrième position sur la grille de départ et Nigel Mansell, sur la Lotus 93T, termine la course à cette même position. JPS maintient alors son soutien à l'équipe. Lors des courses suivantes, la 94T améliore régulièrement ses performances (pole position pour De Angelis à Brands Hatch et troisième place de Mansell sur ce même circuit) mais sa fiabilité fait souvent défaut. Lotus termine septième du championnat constructeur, Nigel Mansell termine 13e avec 10 points et Elio De Angelis 17e avec 2 points.
Cependant Lotus renoue avec une certaine compétitivité, de bon augure pour la saison 1984, et la Lotus 95T.

## Résultats en championnat du monde de Formule 1

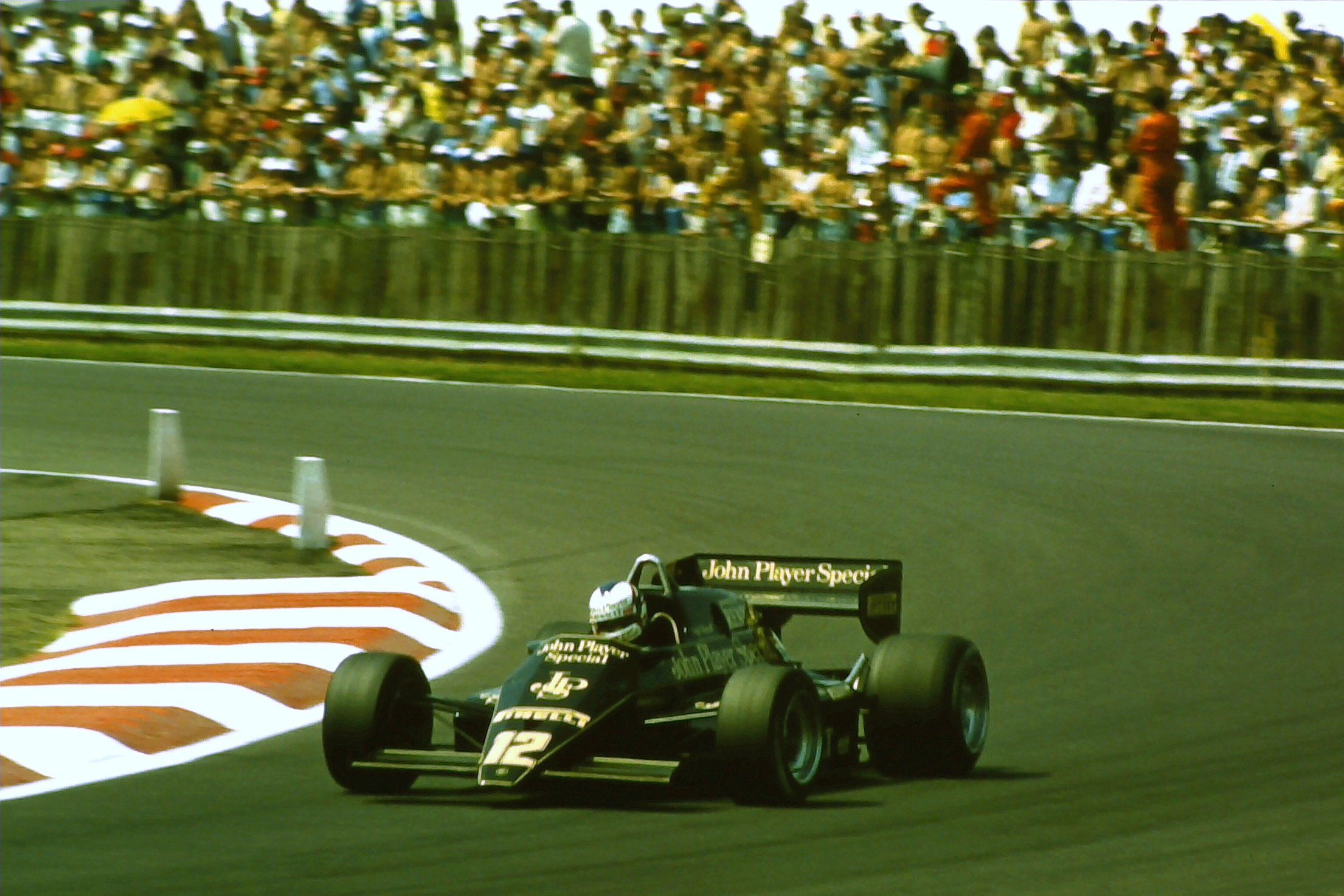
Nigel Mansell à bord de la Lotus 94T à Silverstone.

| Saison | Écurie                 | Moteur           | Pneus   | Pilotes         | Courses | Courses | Courses | Courses | Courses | Courses | Courses | Courses | Courses | Courses | Courses | Courses | Courses | Courses | Courses | Points inscrits | Classement |
| Saison | Écurie                 | Moteur           | Pneus   | Pilotes         | 1       | 2       | 3       | 4       | 5       | 6       | 7       | 8       | 9       | 10      | 11      | 12      | 13      | 14      | 15      | Points inscrits | Classement |
| ------ | ---------------------- | ---------------- | ------- | --------------- | ------- | ------- | ------- | ------- | ------- | ------- | ------- | ------- | ------- | ------- | ------- | ------- | ------- | ------- | ------- | --------------- | ---------- |
| 1983   | John Player Team Lotus | Renault EF1 T V6 | Pirelli |                 | BRÉ     | USO     | FRA     | SMR     | MON     | BEL     | USE     | CAN     | GBR     | ALL     | AUT     | P-B     | ITA     | EUR     | AFS     | 11*             | 8e         |
| 1983   | John Player Team Lotus | Renault EF1 T V6 | Pirelli | Elio De Angelis |         |         |         |         |         |         |         |         | Abd.    | Abd.    | Abd.    | Abd.    | 5e      | Abd.    | Abd.    | 11*             | 8e         |
| 1983   | John Player Team Lotus | Renault EF1 T V6 | Pirelli | Nigel Mansell   |         |         |         |         |         |         |         |         | 4e      |         | 5e      | Abd.    | 8e      | 3e      | Nc.     | 11*             | 8e         |

Légende : ici 

* Aucun point marqué avec la Lotus 93T.